# Wicked!
Wicked! — третій альбом німецького гурту Scooter, який вийшов 24 жовтня 1996 року. 2 композиції з альбому вийшли як сингли — «I'm Raving» та «Break It Up».
Альбом «Wicked!» кардинально відрізняється від перших двох альбомів за своїм звучанням та мелодійністю. Є одним з найуспішніших в дискографії гурту, як з творчої точки зору, так і виходячи з продажах.

## Трекліст
1. «Wicked Introduction» — (1:49)
2. «I'm Raving» — (3:25)
3. «We Take You Higher» — (4:22)
4. «Awakening» — (4:26)
5. «When I Was A Young Boy» — (3:59)
6. «Coldwater Canyon» — (5:15)
7. «Scooter Del Mar» — (4:58)
8. «Zebras Crossing The Street» — (4:58)
9. «Don't Let It Be Me» — (3:59)
10. «The First Time» — (5:27)
11. «Break It Up» — (3:36)

## Сингли
1. «I'm Raving» (1996)
2. «Break It Up» (1996)